# 阿尔巴翼龙属
阿尔巴翼龙属（学名：Albadraco）为神龙翼龙科的一个属。

## 下属物种
本属包括以下物种：
- Albadraco tharmisensis Solomon et al., 2020[2]